# Tint

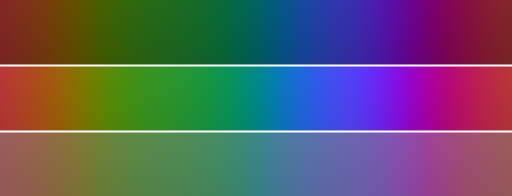
Drie kleurenbanden met alle tinten: de bovenste met lagere intensiteit (donkerder), de onderste met lagere verzadiging (valer).

De tint vormt in combinatie met verzadiging en intensiteit een dimensie van kleur. 
Tint is echter in veel gevallen synoniem met kleur : wie 'groen' zegt bedoelt meestal alle tinten van de kleur groen, dus inclusief donkergroen (lage intensiteit) en grijsgroen (lage verzadiging). Soms wordt tint gebruikt om een (kleine) variatie op een bepaalde kleur aan te geven.
De dominantie van de component tint in de kleurindruk kan worden verklaard door het gegeven dat in de natuur de tint van een voorwerp wordt bepaald door (het oppervlak van) het voorwerp zelf, terwijl de intensiteit en verzadiging (mede) afhangen van de belichtingsomstandigheden (schaduw) en de mate van reflectie (glans).